# Michel Gérard (político)

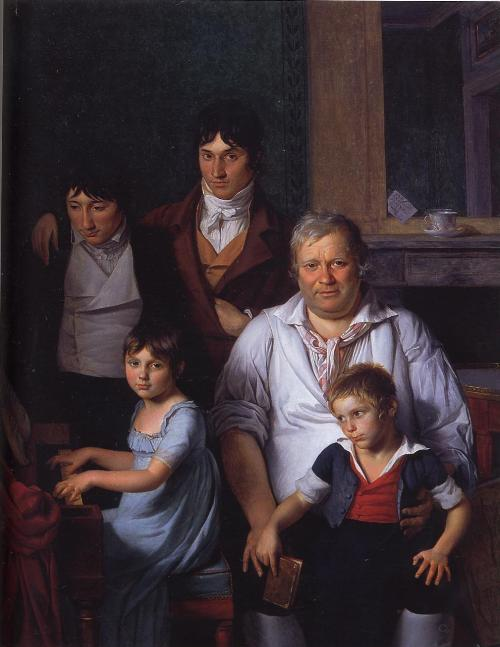
Le conventionnel Michel Gérard et sa famille ("El diputado de la Convención Michel Gérard y su familia"), de Jacques-Louis David.

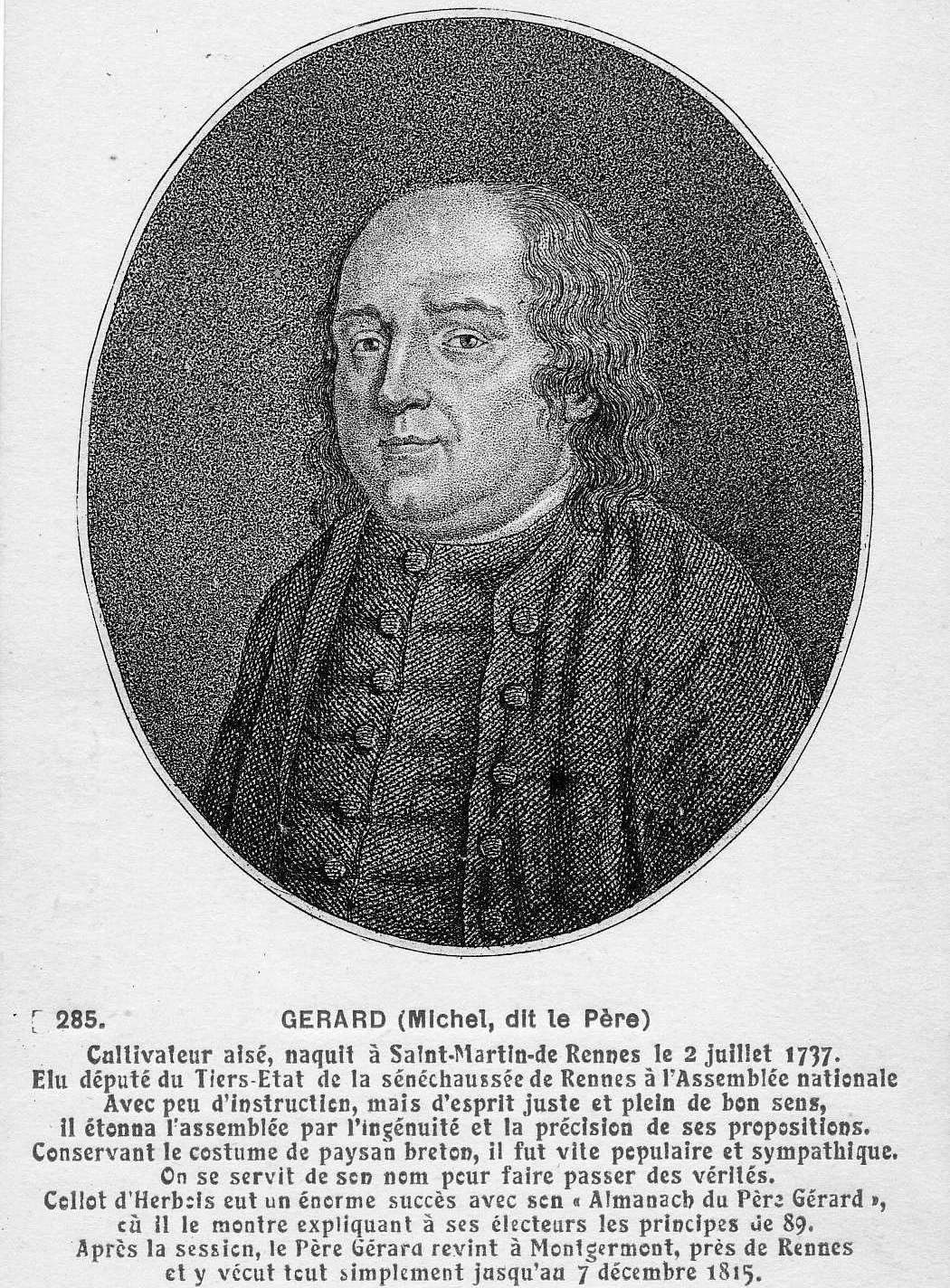
Père Gérard

Michel Gérard, conocido como le père Gérard (2 de julio de 1737-6 de diciembre de 1815) fue un político francés.
Se destacó como un personaje muy popular desde el inicio de la Revolución, conocido por llevar siempre su traje de campesino bretón (bretons era uno de los grupos políticos de la Revolución francesa), aun cuando su posición social llegó a ser muy superior, como atestigua el traje burgués a la moda urbana que llevan los miembros de su familia en el retrato de grupo que le pintó Jacques-Louis David en torno a 1792-1795.
En 1789 fue el único campesino que fue elegido como diputado por el tercer estado para los Estados Generales.
Fue también diputado por Rennes en la Convention Nationale ("Convención Nacional"), razón por la cual se le aplica el título de conventionnel (no debe traducirse como "convencional").
A pesar de haberse alineado inicialmente con Le Chapelier, pasó a ser identificado con los republicanos (William Wordsworth lo puso como ejemplo de republicano modelo). Collot d'Herbois publicó en 1792 (o 1791) un Almanach du père Gérard.

## Otros "père Gérard"
El apodo père Gérard (traducible como "padre Gerardo", que hace relación a su trato familiar) fue usado posteriormente por Elphège Boursin, intelectual francés (1836-1891). También hubo varios sacerdotes cuyo nombre o apellido era Gérard y que eran conocidos como père Gérard: el padre Gérard Dubois, autor de la Historia ecclesiae parisiensis, 1690; o el padre Patrick Gérard, de la Église catholique orthodoxe de France).